# Маразух
Маразух (лат. Marasuchus, от mara и др.-греч. σοῦχος — «крокодил») — род вымерших архозавров из клады динозавроморф, живших в среднем триасе (ладинский век) на территории современной Аргентины.
В длину достигал до 1,3 метров. В строении скелета этой рептилии много общих с динозаврами особенностей, например, передние лапы у маразуха были почти вдвое короче задних. Лёгкий и, вероятно, очень проворный, маразух мог передвигаться на двух задних ногах не хуже, чем на всех четырёх. Питался он, по-видимому, мелкими рептилиями и насекомыми. В то же время, у маразуха отсутствует характерная для всех динозавров вертлужная впадина. На основании этих признаков род поместили в кладу Dinosauriformes, то есть он является близким родственником динозавров.